# Hermann Sürken
Die Schiffswerft Hermann Sürken bestand von 1946 bis 1992 in Papenburg.

## Geschichte
Gegründet wurde das Unternehmen 1946 von Hermann Sürken. Das Unternehmen baute verschiedenste See- und Binnenschiffe. Darüber hinaus lag ein Arbeitsschwerpunkt auf der Entwicklung und dem Bau von Ölexplorationsschiffen und Bohrinselversorgern. 1972 zählte das Unternehmen 554 Mitarbeiter. Ab 1983 stieg die Werft auch in den Bau von Küstenmotorschiffen ein. Insbesondere die Fluss-Seeschiffe der Werft besaßen einen guten Ruf.
Als der Baggerhersteller Weserhütte 1986 Konkurs anmeldete und im Folgejahr zerschlagen wurde, übernahm die Schiffswerft Hermann Sürken den Baggerbau und entwickelte die hydrostatischen Bagger der Weserhütte weiter. Anfang der 1990er Jahre geriet die Sürkenwerft in finanzielle Schwierigkeiten und meldete im Juni 1992 schließlich Konkurs an. Zuletzt beschäftigte sie 420 Mitarbeiter. Der Baggerbau wurde jedoch noch bis 1994 weitergeführt.